# Ambasadorowie Stanów Zjednoczonych na Ukrainie
Ambasadorowie Stanów Zjednoczonych na Ukrainie – Stany Zjednoczone uznały niepodległość Ukrainy 26 grudnia 1991. Placówkę dyplomatyczną USA uruchomiono w Kijowie 23 stycznia 1992. Przewodniczył jej John Gundersen. Pierwszego ambasadora USA na Ukrainie mianowano 11 kwietnia 1992.

## Lista ambasadorów USA na Ukrainie
- Roman Popadiuk – mianowany 11 kwietnia 1992, listy uwierzytelniające złożył 4 czerwca 1992, przeniesiony 30 lipca 1993
- William Green Miller – mianowany 16 września 1993, listy uwierzytelniające złożył 21 października 1993, przeniesiony 6 stycznia 1998
- Steven Karl Pifer – mianowany 10 listopada 1997, przeniesiony 9 października 2000
- Carlos Pascual – mianowany 15 września 2000, listy uwierzytelniające złożył 22 października 2000, przeniesiony 1 maja 2003
- John Herbst – mianowany 1 lipca 2003, listy uwierzytelniające złożył 20 września 2003, przeniesiony 26 maja 2006
- William B. Taylor, Jr. – mianowany 30 maja 2006, listy uwierzytelniające złożył 21 czerwca 2006, przeniesiony 23 maja 2009
- John Tefft – mianowany 30 września 2009, listy uwierzytelniające złożył 7 grudnia 2009, przeniesiony 30 lipca 2013
- Geoffrey R. Pyatt – mianowany 30 lipca 2013, listy uwierzytelniające złożył 15 sierpnia 2013, przeniesiony 18 sierpnia 2016
- Marie L. Yovanovitch – mianowana 18 maja 2016, listy uwierzytelniające złożyła 18 sierpnia 2016
- Bridget A. Brink – mianowana 25 kwietnia 2022, listy uwierzytelniające złożyła 30 maja 2022, w kwietniu 2025 złożyła rezygnację ze stanowiska